# هنري فيلدنغ

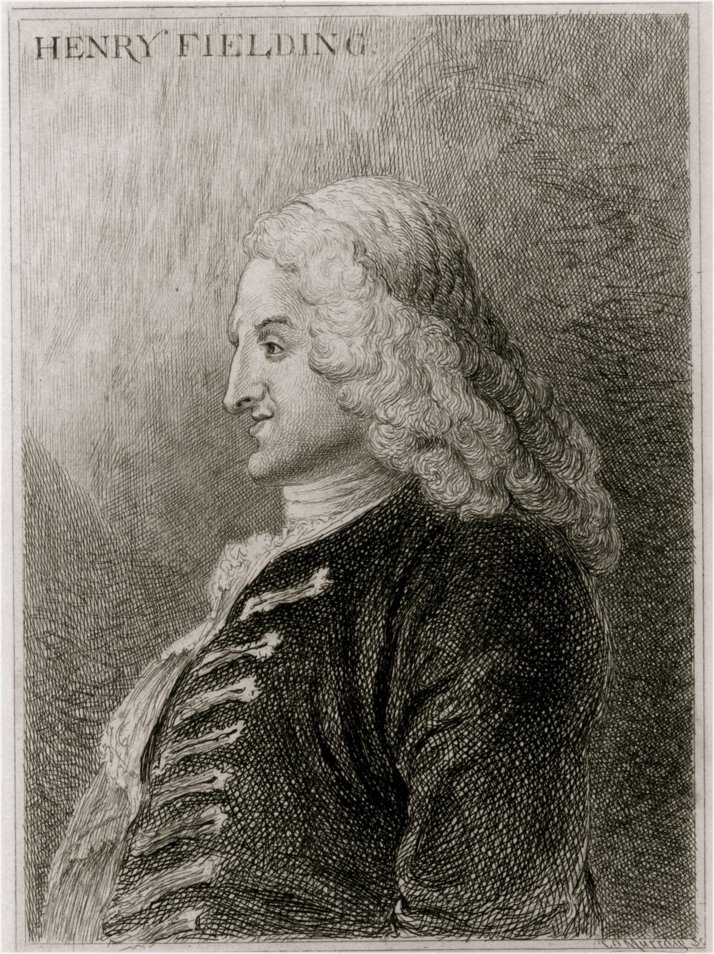
هنري فيلدنغ

ولد الروائي البريطاني هنري فيلدنغ (Henry Fielding) بالقرب من غلاستون بوري بإنكلترا عام 1707. درس القانون في جامعة ليدن بهولندا ، ثم احترف العمل المسرحي فكتب بعد أن صار مدير مسرح حوالي خمس وعشرين مسرحية، من أشهرها المسرحية الهزلية إبهام طوم عام 1730. تم استدعاهئه عام 1740 إلى المحكمة، وعين قاضي صلح في وستمينستر عام 1748 ، وفي ميدلسكس عام 1749.
في تلك الفترة، بدأت حياته الروائية براوية تاريخ مغامرات جوزيف أندروس وصديقه السيد أبراهام آدامس، وهي عبارة عن محاكاة ساخرة للرواية الوجدانية الأخلاقية الشهيرة باميلا عام 1741 ، التي كتبها المؤلف البريطاني صمويل ريتشاردسون. لكن موهبة فيلدنغ في عرض الشخصيات وتصوير بيئة الطبقات الدنيا جعلت روايته المذكورة أكثر من مجرد محاكاة ساخرة.
نشر هنري فيلدنغ في العام 1749 عمله الروائي تاريخ توم جونز اللقيط الذي اعتبره النقاد من أعظم الروايات الإنكليزية. وقد تحولت هذه الرواية في العام 1962 إلى فيلم ناجح بعنوان طوم جونز. كتب هنري فيلدنغ العديد من الأشعار والمقالات السياسية، واكتسب سمعة حسنة لشجاعته في محاربة الجريمة في مدينة لندن. وقد أجبره المرض في العام 1753 على ترك منصبه كقاضٍ، ثم توفي في العام الذي تلاه.